# Palaiá Lykógianni
Palaiá Lykógianni är en ort i Grekland.   Den ligger i prefekturen Nomós Imathías och regionen Mellersta Makedonien, i den norra delen av landet, 300 km norr om huvudstaden Aten. Palaiá Lykógianni ligger 19 meter över havet och antalet invånare är 202.
Terrängen runt Palaiá Lykógianni är platt åt nordost, men åt sydväst är den kuperad. Runt Palaiá Lykógianni är det ganska tätbefolkat, med 129 invånare per kvadratkilometer. Närmaste större samhälle är Véroia, 8,8 km söder om Palaiá Lykógianni. Trakten runt Palaiá Lykógianni består till största delen av jordbruksmark.